# Поперечная ободочная кишка человека
Попере́чная ободо́чная кишка́ (лат. colon transversum) — часть ободочной кишки (отдел толстого кишечника), продолжение восходящей ободочной кишки. Дальнейшим продолжением поперечной части ободочной кишки является нисходящая ободочная кишка.

## Функции
Поперечная ободочная кишка не принимает непосредственного участия в пищеварении. Её функции, как и других отделов толстой кишки, заключаются во всасывании воды и электролитов, чтобы относительно жидкий химус, попадающий из тонкой кишки в толстую, превращался в более густой кал.

## Расположение
В области правого подреберья, на уровне Х рёберного хряща восходящая ободочная кишка образует изгиб влево и вперед и переходит в поперечную ободочную кишку (эта область перехода называется правым или печёночным изгибом ободочной кишки). Далее поперечная ободочная кишка идёт в косом направлении справа налево сначала вниз, затем вверх в область левого подреберья. В вертикальном положении тела поперечная ободочная кишка чаще всего дугообразно провисает вниз. В левом подреберье, на уровне IX реберного хряща, в области, называемой левым или селезёночным изгибом ободочной кишки, поперечная ободочная кишка переходит в нисходящую ободочную кишку.
Поперечную ободочную кишку со всех сторон покрывает брюшина (то есть кишка располагается интраперитонеально). Кишка с помощью брыжейки крепится к задней стенке брюшной полости.

## Строение
Длина поперечной ободочной кишки равна 25 — 62 см, в среднем — 50 см. Внутренний диаметр кишки — около 6—7 см.

## Сфинктеры поперечной ободочной кишки
Как и некоторые другие сфинктеры толстой кишки, сфинктеры поперечной ободочной кишки представляют собой утолщения циркулярных мышечных волокон стенки кишки. Они в большей степени являются функциональными сфинктерами, чем анатомическими. Основная задача этих сфинктеров — управление передвижением содержимого кишки. Не все авторы классифицируют эти структуры, как сфинктеры. При эндоскопическом исследовании каждый из перечисленных ниже сфинктеров был обнаружен примерно в 5 % случаев и все были треугольной формы. Всего у поперечной ободочной кишки человека выделяют три сфинктера:

### Сфинктер Кеннона — Бёма
Сфинктер Кеннона-Бёма (синонимы: правый сфинктер поперечной ободочной кишки, правый сфинктер Кеннона) — утолщение циркулярных гладких мышц мышечной оболочки ободочной кишки в области её правого изгиба.

### Сфинктер Хёрста
Средний сфинктер поперечной ободочной кишки (синонимы: средний сфинктер поперечной ободочной кишки, поперечноободочный сфинктер, средний сфинктер Кеннона) — утолщение циркулярных мышц в середине кишки.

### Сфинктер Кеннона
Сфинктер Кеннона (синонимы: левый сфинктер поперечной ободочной кишки, левый сфинктер Кеннона) — утолщение циркулярных гладких мышц мышечной оболочки поперечной ободочной кишки в области её левого изгиба. Существование этого сфинктера у человека не общепризнанно.

### Этимология
Сфинктеры названы в честь:
- американского физиолога Уолтера Брэдфорда Кэ́ннона (англ. Cannon Walter Bradford; 1871—1945);
- немецкого врача Артура Бёма (нем. Arthur Böhme; р. 1878);
- немецкого врача Хёрста (нем. Hörst).